# Чичиркозовка
Чичирко́зовка (укр. Чичиркозівка) — село в Звенигородском районе Черкасской области Украины.
Занимает площадь 2,65 км². Почтовый индекс — 20244. Телефонный код — 4740.

## Население
Население по переписи 2001 года составляло 674 человека.

### Языковой состав
Родной язык населения по данным переписи 2001 года:
| Язык       | Численность, чел. | Доля     |
| ---------- | ----------------- | -------- |
| Украинский | 668               | 99,11 %  |
| Другое     | 6                 | 0,89 %   |
| Итого      | 674               | 100,00 % |

## Местный совет
20244, Черкасская обл., Звенигородский р-н, с. Чичиркозовка